# Stefano Zanini
Pour les articles homonymes, voir Zanini.
Stefano Zanini (né le 23 janvier 1969 à Varèse, en Lombardie) est un coureur cycliste puis 
directeur sportif italien. Professionnel de 1991 à 2007, il a notamment remporté l'Amstel Gold Race en 1996. Il est actuellement directeur sportif de l'équipe Astana.

## Biographie
Stefano Zanini passe professionnel en 1991.
Spécialiste des classiques, Zanini obtient de belles places d'honneur au cours de sa carrière, et remporte son plus grand succès en 1996, avec l'Amstel Gold Race. Il est le premier Italien à s'être imposé sur cette classique néerlandaise.
Il remporte également un succès de prestige en enlevant le sprint des Champs-Élysées lors du Tour de France 2000. Ses talents de sprinter lui ont également permis en fin de carrière de se mettre au service de leaders comme Tom Boonen et Robbie McEwen.
Non conservé par l'équipe Predictor-Lotto à la fin de la saison 2007, il met un terme à sa carrière.

## Palmarès

### Palmarès amateur
- 1986
  - 2e du Trofeo Emilio Paganessi
- 1987
  - Giro della Lunigiana
- 1988
  - Gran Premio Somma
- 1989
  - Coppa Collecchio
  - 2e du Baby Giro
  - 2e du Gran Premio Somma
  - 3e de la Piccola Tre Valli Varesine
- 1990
  - Giro Città delle Ceramiche
  - 2e du Gran Premio Industria e Commercio Artigianato Carnaghese

### Palmarès professionnel
- 1992
  - 5e étape du Tour des Pouilles
  - 7e étape du Tour du Portugal
  - Coppa Sabatini
  - 2e du Tour de l'Etna
- 1994
  - Tour de l'Etna
  - 5e étape de Tirreno-Adriatico
  - 22e étape du Tour d'Italie
  - 2e de Monte Carlo-Alassio
  - 3e des Trois vallées varésines
  - 4e de Milan-San Remo
- 1995
  - 7e étape de Tirreno-Adriatico
  - Coppa Bernocchi
  - Milan-Turin
  - 2e du Trofeo Laigueglia
  - 2e de Monte Carlo-Alassio
  - 2e du Tour du Piémont
  - 2e de la Japan Cup
  - 3e de Milan-San Remo
  - 5e du Tour de Lombardie
  - 9e du Rund um den Henninger Turm
  - 10e de la Coupe du monde
- 1996
  - 5ea étape de la Semaine catalane
  - 3e étape du Tour du Pays basque
  - Amstel Gold Race
  - 2e de Milan-Turin
  - 4e de Paris-Roubaix
  - 5e de Milan-San Remo
  - 5e de la Coupe du monde
- 1997
  - 3e et 5ea étapes du Tour du Pays basque
  - Grand Prix Bruno Beghelli
  - 2e de la Coppa Bernocchi
- 1998
  - 3ea étape des Trois Jours de La Panne
  - Paris-Bruxelles
  - Grand Prix Bruno Beghelli
  - 2e du Tour des Flandres
  - 4e de Milan-San Remo
  - 4e de Paris-Tours
  - 4e de la Coupe du monde
- 1999
  - 5ea étape du Tour de la Communauté valencienne
- 2000
  - 3e étape du Tour du Pays basque
  - 10e étape du Tour de Suisse
  - 21e étape du Tour de France
  - 5e de Paris-Roubaix
- 2001
  - 2e étape du Giro Riviera Ligure Ponente
  - 2e étape du Tour du Pays basque
  - 1re étape du Tour de Slovénie
  - 7e étape du Tour d'Italie
- 2002
  - 1re étape des Trois Jours de La Panne
  - 2e des Trois Jours de La Panne
- 2003
  - Wachovia US Pro Championship
  - 7e de Paris-Tours
  - 9e de la HEW Cyclassics
- 2004
  - 1re étape du Tour de Grande-Bretagne

## Résultats sur les grands tours

### Tour de France
7 participations
- 1996 : abandon (4e étape)
- 1998 : 73e
- 2000 : 80e, vainqueur de la 21e étape
- 2001 : abandon (7e étape)
- 2003 : abandon (9e étape)
- 2004 : 126e
- 2005 : abandon (11e étape)

### Tour d'Italie
8 participations
- 1991 : 104e
- 1992 : 102e
- 1993 : non-partant (15e étape)
- 1994 : 48e, vainqueur de la 22e étape
- 1996 : abandon (10e étape),  maillot rose pendant 1 jour
- 2001 : 93e, vainqueur de la 7e étape
- 2005 : 111e,  vainqueur du classement intergiro
- 2007 : 134e

### Tour d'Espagne
5 participations
- 1993 : 91e
- 1995 : abandon (8e étape)
- 1996 : 64e
- 1997 : abandon (7e étape)
- 1999 : abandon (10e étape)